# Bevek
Een bevek is een acroniem voor een collectief investeringsvennootschap in België en staat voor Beleggingsvennootschap met veranderlijk kapitaal. Een verwant type is de bevak, een beleggingsvennootschap met vast kapitaal. Een bevek kan de vorm aannemen van een naamloze vennootschap of een commanditaire vennootschap op aandelen. Een bevek mag volgens de wet van 4 december 1990 op de financiële transacties en de financiële markten in België of in het buitenland beleggen en daarvoor commercieel aangetrokken kapitaal gebruiken. Een bevek kan, in tegenstelling tot een bevak, zonder haar statuten te moeten wijzigen haar kapitaal wijzigen door nieuwe aandelen uit te geven of haar aandelen weer in te kopen. Er bestaan verder nog de privak en sicav. De sivac is een dergelijk beleggingsfonds in Luxemburg, een Franse variant.
Er zijn bepaalde fiscale gunstmaatregelen van kracht voor beleggers in beveks of bevaks en in de loop van de jaren zijn er vele verschillende beveks opgericht, meestal door de banken. Sommige beveks richten zich op een bepaalde sector, bijvoorbeeld bedrijven in de technologie, gespecialiseerd in duurzaamheid of op investeringen met een hoog risico, dus op junk bond, of juist een laag risico.